# Rossana Maiorca
Rossana Maiorca (Siracusa, 23 febbraio 1960 – Mestre, 6 gennaio 2005) è stata un'apneista italiana.
Figlia di Enzo Maiorca, e più volte detentrice di record mondiali.

## Biografia
Rossana e sua sorella Patrizia Maiorca hanno imparato ad apprezzare e a vivere il mondo subacqueo seguendo l'ispirazione fornita dalla figura paterna.
Ha imparato a nuotare a 5 anni tramite gli insegnamenti della madre, ma si è anche dedicata al canottaggio e alla ginnastica ritmica. Per quanto riguarda l'ambito educativo, ha frequentato il liceo classico, completando gli studi con una valutazione finale di 60/60.
Grazie agli insegnamenti del padre e di Nuccio Di Dato, suoi allenatori, lei e sua sorella hanno consolidato le tecniche di immersione. Rossana è stata guidata pure nell'apprendimento e nell'uso della monopinna dal professore Franco Bizzotto, diventando quindi la prima atleta al mondo ad utilizzarla nell'immersione verticale.
Compie la prima impresa mondiale a 19 anni, quando, solo con maschera e pinne, eguaglia la sorella raggiungendo i -40 metri in assetto costante, dedicando così il record  alla madre Maria Gibiino.
Il mare ha rappresentato la sua vita, a tal punto che ne ha fatto il suo lavoro occupandosi della vendita di attrezzatura subacquea. 
Rossana praticava immersioni impegnative esclusivamente se accompagnata da persone di cui si fidava, in quanto, nonostante fosse caratterizzata da un amore incondizionato verso il mare, era responsabile, e quindi consapevole della pericolosità dei fondali.

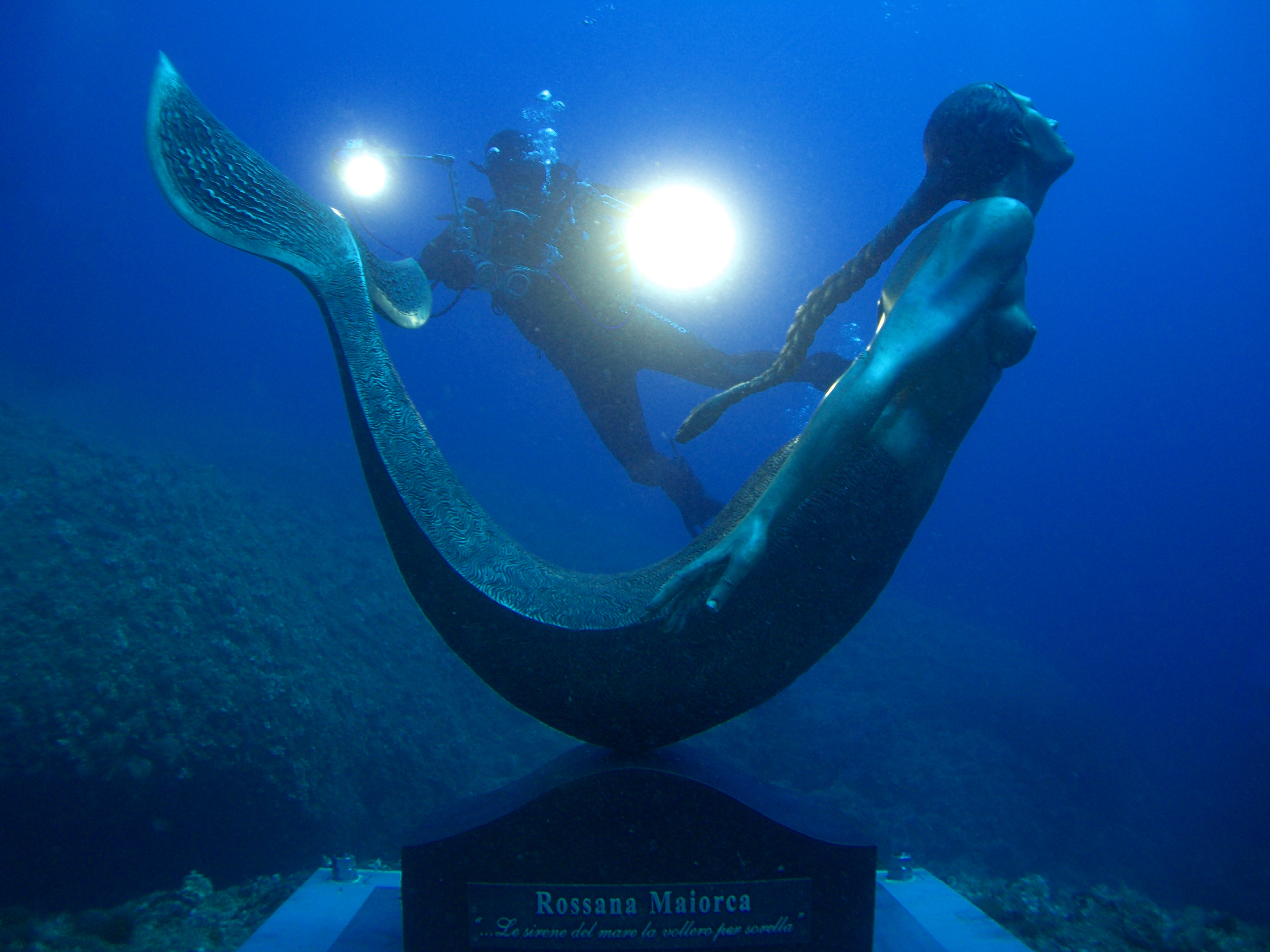
Sirena di Sicilia, omaggio a Rossana Maiorca

Dopo essersi sposata con Tommaso Nobili, conosciuto tramite il marito della sorella e dal quale ha avuto i figli Clelia (1994) e Matteo (1996), si è trasferita a Mestre, dove ha vissuto fino alla sua morte, avvenuta il 6 gennaio del 2005 all'età di 44 anni a causa di un cancro al seno.
Lo scultore Pietro Marchese ha costruito in suo onore, nel 2008, una statua che denominò Sirena di Sicilia. L'idea di raffigurarla sotto la forma di questa creatura marina è stata di Cari Galeano, il quale, durante una gara del 1992, aveva avuto l'impressione di vedere una sirena mentre Rossana si immergeva nelle profondità. L'opera è stata collocata nell'Area Marina Protetta Plemmirio di Siracusa.

## Primati
| Data del Record | Profondità |
| --------------- | ---------- |
| 22 Luglio 1982  | -50        |
| 27 Luglio 1986  | -55        |
| 3 Agosto 1986   | -68        |
| 30 Luglio 1987  | -75        |
| 27 Luglio 1988  | -80        |

| Data del Record   | Profondità |
| ----------------- | ---------- |
| 22 Settembre 1979 | -40        |
| 18 Luglio 1980    | -45        |
| 26 Luglio 1990    | -53        |
| 28 Luglio 1990    | -55        |
| 25 Luglio 1991    | -56        |
| 4 Luglio 1992     | -58        |

## Allenamenti
Rossana Maiorca si allenava con il padre e la sorella insieme ad un team di apneisti. Per Rossana, la ginnastica rappresenta un vero e proprio fulcro della preparazione fisica per le immersioni in apnea. L’apnea non comporta soltanto scendere a determinate profondità ma anche lunghe permanenze in acqua e lunghi spostamenti pinneggiando. Altra difficoltà potrebbe essere rappresentata dalle correnti marine che spesso complicano la risalita. L'allenamento deve necessariamente alternare attività in acqua ad attività “a secco”, quest’ultima caratterizzata principalmente da corsa e ginnastica con un controllo costante della respirazione.

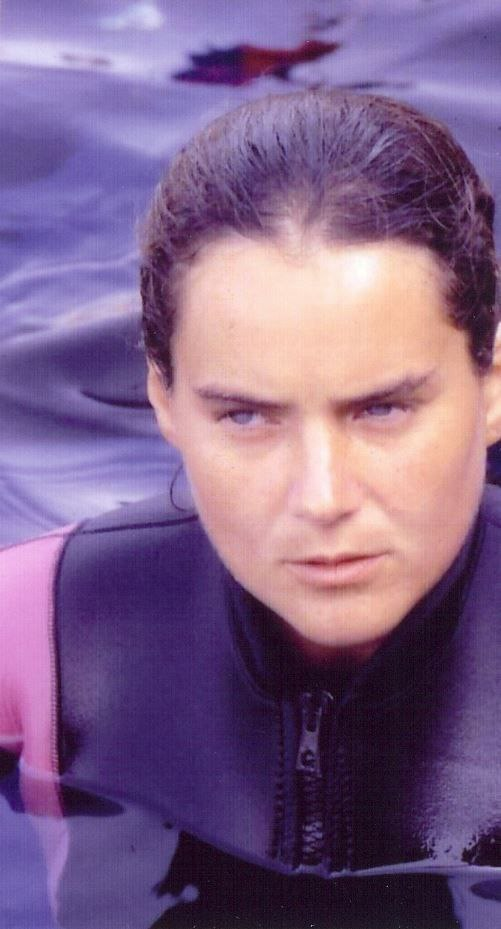
Rossana Maiorca durante gli allenamenti

Gli allenatori erano Enzo Maiorca e Nuccio Di Dato e l'allenamento era caratterizzato da tappe prestabilite:
- Iniziavano ad allenarsi in inverno con corsa e ginnastica.
- in primavera iniziavano gli allenamenti in acqua percorrendo in apnea la piscina olimpionica della Cittadella dello Sport di Siracusa.
- in estate praticavano le immersioni a mare  e, in caso di mal tempo, optavano per un allenamento costituito dal salire e scendere le scale di un appartamento con una zavorra di piombo intorni alla vita.

Rossana sosteneva, inoltre, che uno stile di vita regolare, privo di alcool e fumo, e una dieta alimentare equilibrata rappresentano elementi fondamentali per il successo sportivo e agonistico.

## Ricerche Buffalo
Le ricerche di Buffalo sono un progetto volto a studiare il comportamento cardiaco dei subacquei professionisti. 
Nel giugno del 1990, Rossana, la sorella Patrizia e il padre Enzo,  monitorati dal dott. M. Costa, si sono sottoposti agli studi del Center for Research dell'Università di Buffalo, sotto la direzione del professore Lundgren, in cui è stato studiato il comportamento cardiaco degli atleti durante immersioni in camere iperbariche e in condizioni di ipossia.
Da questo progetto è emerso che, in situazioni di ipossia, la frequenza cardiaca dei soggetti ben allenati scendeva fino a soglie ineguagliabili in condizioni normali.
Inoltre i risultati di questo esperimento sono stati pubblicati:
- AAVV, "Alveolar gas composition and exchange during deep breath-hold diving and dry breath-holds in elite divers", J Appl.Physiol., 1991.
- AAVV, "Electrocardiogram during deep breath-hold dives by elite divers", Undersea Biomed Res, 1991.

## Onorificenze
- Nel 2015, quando era già morta, le è stato conferito il Tridente d'Oro.[16]

## Riconoscimenti
In seguito alla sua attività sportiva, Rossana ha ricevuto numerosi riconoscimenti in suo ricordo:
- Nel 2008 fu dedicato il suo nome alla pista ciclabile di Siracusa, in cui è presente la targhetta di riconoscimento in suo onore.voluta da un cittadino Angelo La Manna

- Nel 2008 una statua a lei dedicata fu depositata nei fondali dell'Area Marina Protetta del Plemmirio di Siracusa.